# Cetatea de Baltă
Cetatea de Baltă (en hongarès: Küküllővár; alemany: Kokelburg) és un comú a la província d'Alba, Transsilvània (Romania). Es troba entre Târnăveni a 15 quilòmetres i Blaj a 21 quilòmetres a la carretera comarcal DJ 117. El comú es compon de quatre pobles: Cetatea de Baltă, Crăciunelu de Sus (Christendorf ; Felsőkarácsonyfalva), Sântămărie (Frauenkirch ; Boldogfalva) i Tătârlaua (Taterloch ; Felsőtatárlaka).

## Població
Segons el cens del 2011, la comuna tenia 2798 habitants, dels quals el 48,4% eren romanesos, el 33,3% gitanos, el 17,8% hongaresos i el 0,5% alemanys.
| En romanès        | En hongarès        | Majoria ètnica |
| ----------------- | ------------------ | -------------- |
| Cetatea de Baltă  | Küküllővár         | Romanesos      |
| Crăciunelu de Sus | Felsőkarácsonfalva | Romanesos      |
| Săntămărie        | Boldogfalva        | Hongaresos     |
| Tătârlaua         | Felsőtatárlaka     | Roma           |

## Atractius turístics
- El castell de Bethlen, construït al segle xvi seguint l'estil renaixentista francès i restaurat als segles XVII-XVIII a l'estil barroc.
- Una fortalesa (segle I aC-I dC), avui només ruïnes.
- L'església reformada, un edifici del segle xiii.

## Galeria

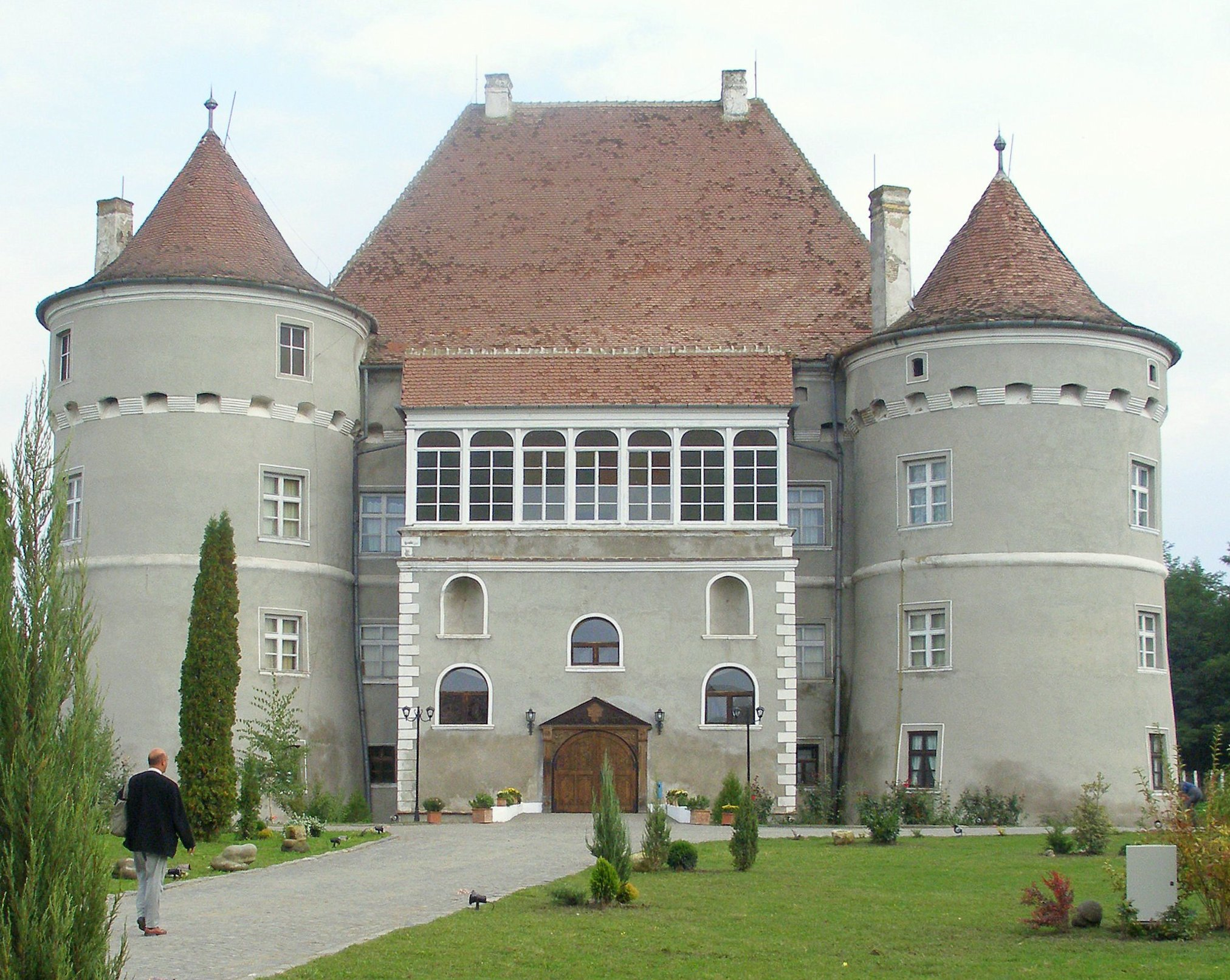
Castelul din Cetatea de Baltă
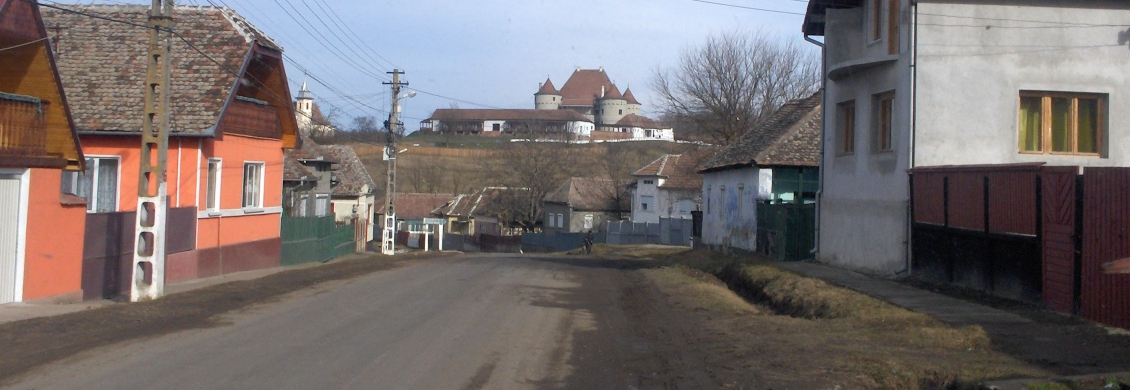
Castell Barroc
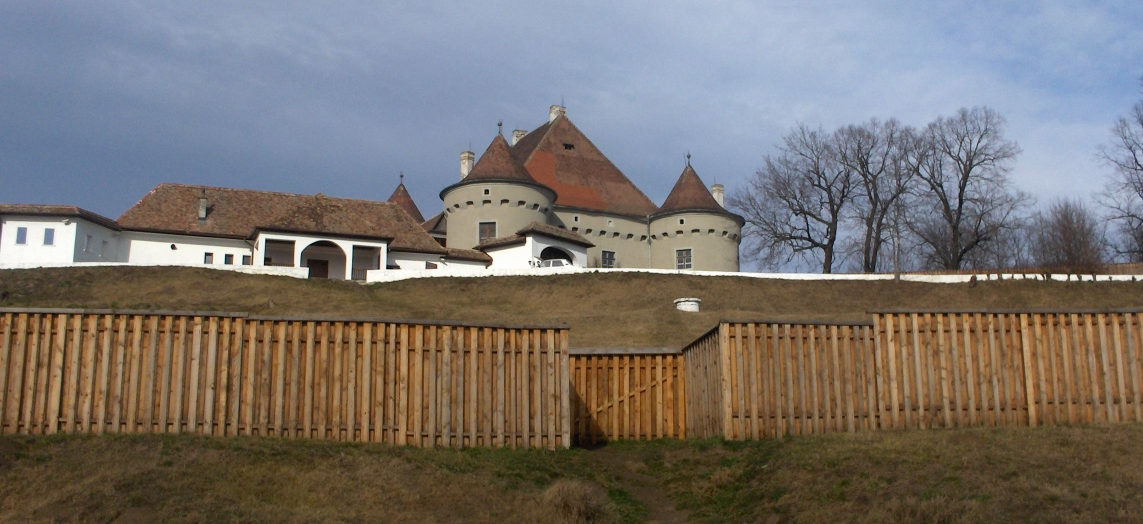
Castell Barroc primer pla
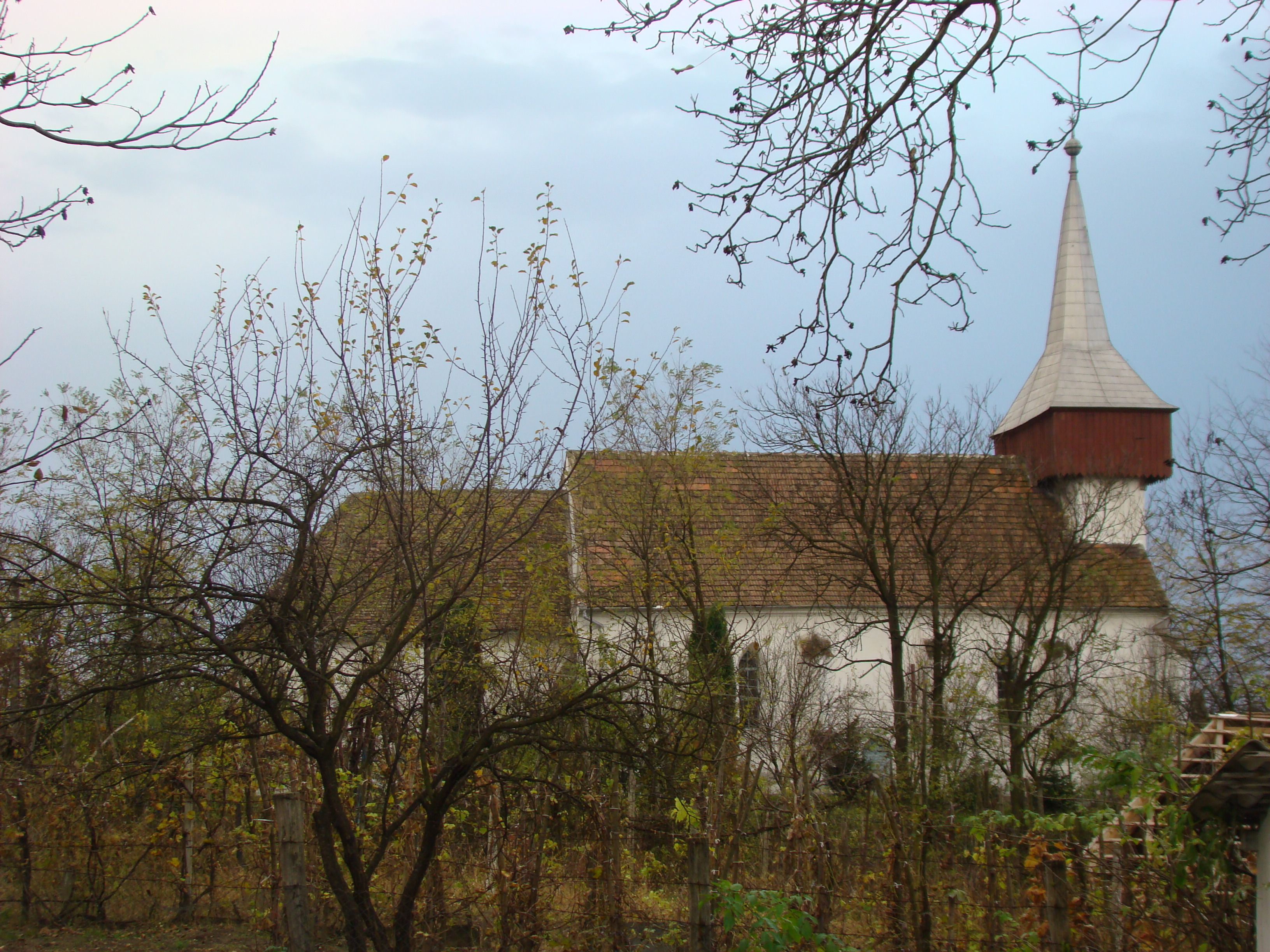
Església reformada
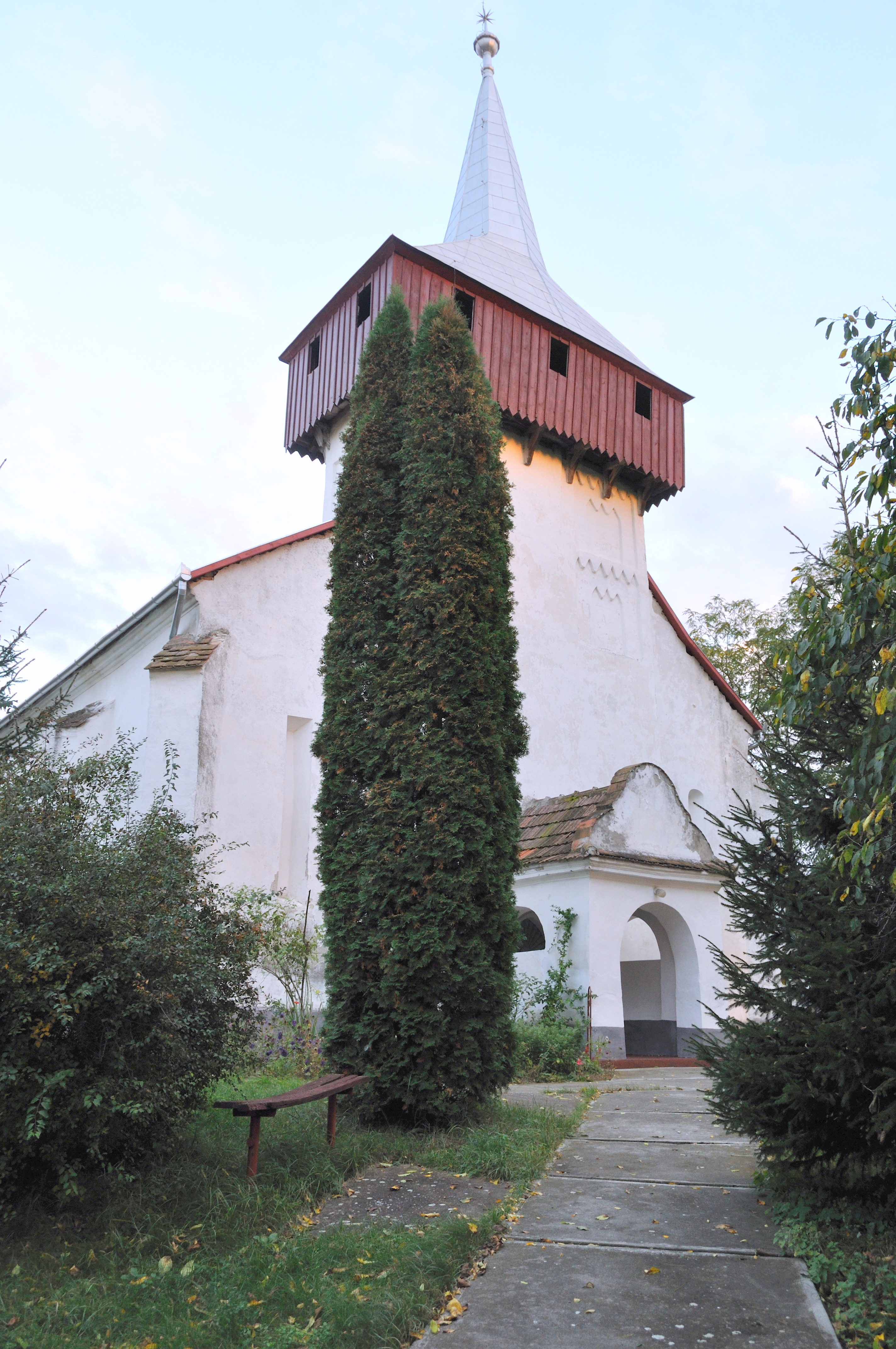
Església reformada
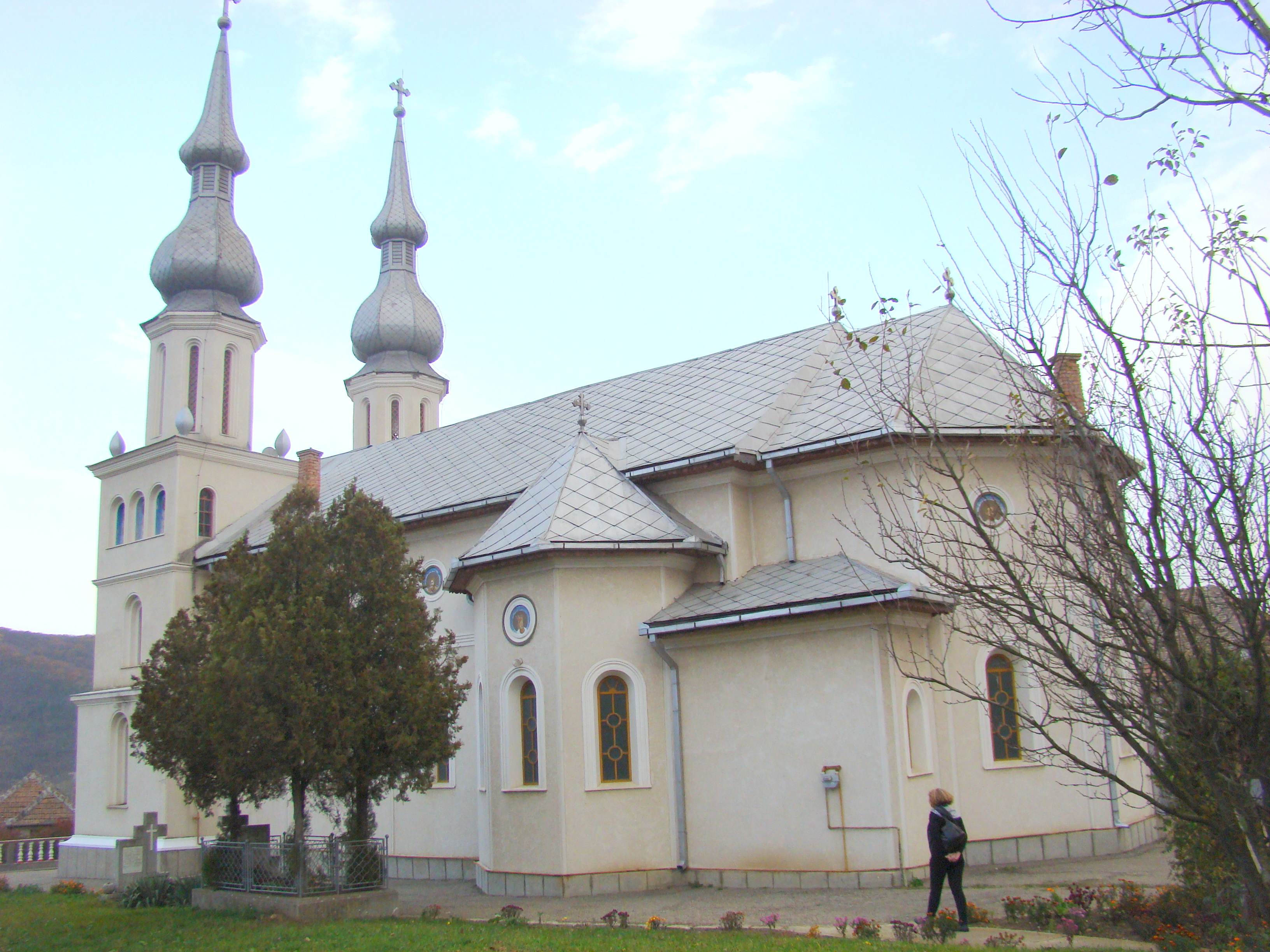
Església ortodoxa romanesa

## Economia
El recurs econòmic més important és l'agricultura. Cetatea de Baltă forma part de la vinya de Târnave, cosa que converteix la viticultura en un component essencial de l'economia local.